# Kurbellenkerachse

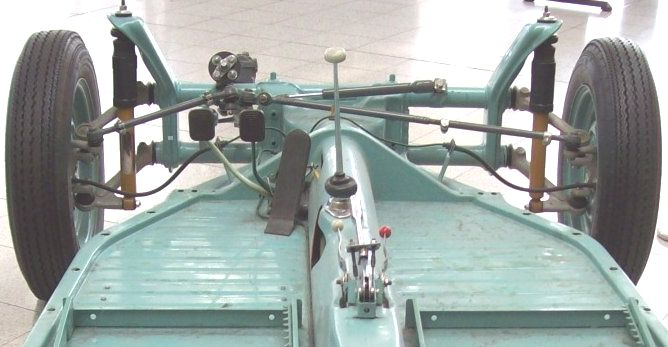
Kurbellenkerachse des VW-Käfer: Fahrgestell ohne Karosserie, Blick in Fahrtrichtung, Kurbellenker paarweise vor je einem senkrecht montierten Stoßdämpfer

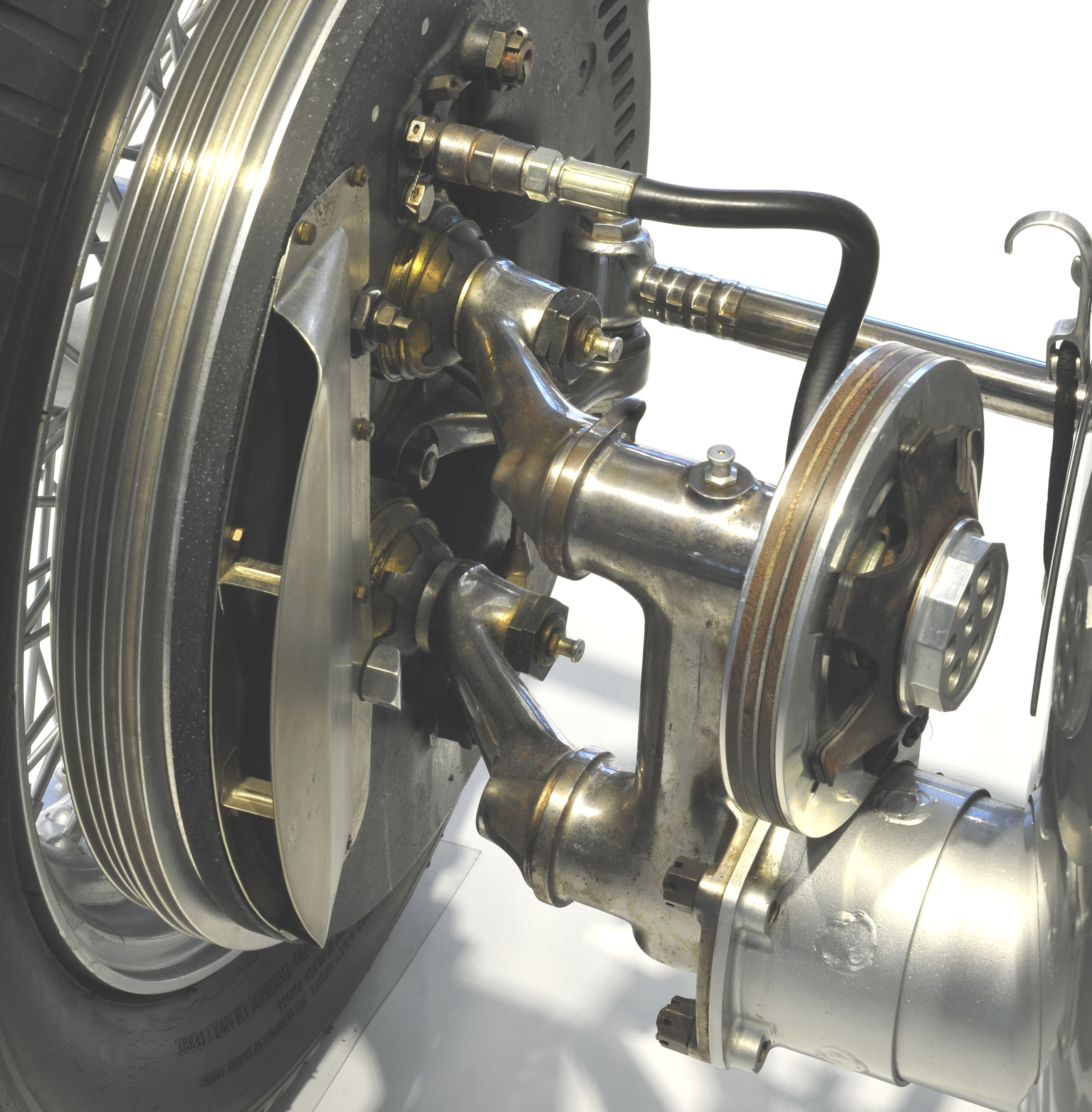
Vorder-Radaufhängung mit Kurbellenkern, Auto-Union-Rennwagen
(Reibungsdämpfer an oberem Lenker)

Die Kurbellenkerachse (auch Doppel-Längslenkerachse oder Traghebelachse) ist eine von Ferdinand Porsche entwickelte vordere Einzelradaufhängung an Automobilen. Namensgebend sind die als „Kurbellenker“ (oder „Traghebel“) bezeichneten Längslenker zur Führung der Räder. Die meisten VW Käfer haben diese Bauart der Vorderachse (siehe erste Abbildung).
Jedes Vorderrad ist mit zwei gleich langen Kurbellenkern aufgehängt, die den Radträger mit dem Fahrgestell verbinden. Da die Abstände der Lagerstellen am Fahrgestell und der am Radträger gleich groß sind, ist es ein Parallelkurbelgetriebe. Der Radträger ist deshalb beim Einfedern des Rades immer parallel zur Verbindungslinie der beiden Lager am Fahrzeugrahmen, und Spurweite, Radsturz und Nachlauf bleiben gleich. Lediglich der Radstand verändert sich geringfügig.
Beim VW-Käfer ragen die als Rohr ausgebildeten inneren Enden der Lenker in je ein festes Rohr hinein. Beide festen Rohre bilden zusammen den bis zur anderen Fahrzeugseite reichenden Achskörper. Dort trägt er das andere Rad. Die Lenker sind in den Achskörperrohren in je zwei Drehlagern um die Fahrzeugquerachse drehbar gelagert, außen in Nadellagern und innen in Kunststoff-Gleitlagern. Die Drehstabfedern sind durch die hohlen Drehachsen der Lenker hindurchgeführt und mit einer Klemmschraube am Lenker außen drehfest verbunden. Die Federn sind als torsionsweiche Blattfederbündel ausgeführt und in der Mitte der Achskörperrohre in einer Vierkantnuss festgeklemmt. Die beiden Achskörperrohre sind bei den meisten Ausführungen durch seitliche „Hörner“ verbunden, an denen sich die Stoßdämpfer abstützen.
Beim Auto-Union-Rennwagen (siehe zweite Abbildung) sind an den radnahen Enden der Lenker Drehgelenk-Buchsen angebracht, der Achsschenkel ist über ein weiteres Drehgelenk mit Achsschenkelbolzen angeschlossen. Diese Konstruktion, beim VW-Käfer Bundbolzenachse genannt, wurde 1965 durch eine Ausführung mit wartungsfreien Kugelgelenken ersetzt (siehe erste Abbildung). Bei den Kugelgelenken war die Drehbeweglichkeit quer zur Fahrtrichtung mit der Drehbeweglichkeit des Radträgers (Achsschenkel) um die vertikale Achse kombiniert.
Die Kurbellenkerachse gab es in allen Modellen von Volkswagen bis 1968, als der 411 mit MacPherson-Federbeinen erschien, aber auch in den Porsche-Sportwagen der Baureihe 356, den Grand-Prix-Rennwagen der Auto Union in den 1930er-Jahren, den Kleinwagen mit Heckmotor von Saporoshez und bei den Alfa-Romeo-Rennwagen Tipo 158/159 (Alfetta). Trevor Wilkinson benutzte die Kurbellenker des Käfers sowohl an der Vorder-, als auch an der Hinterachse bei einigen Versionen des Jomar und beim TVR Grantura (bis zum Mark IIA).

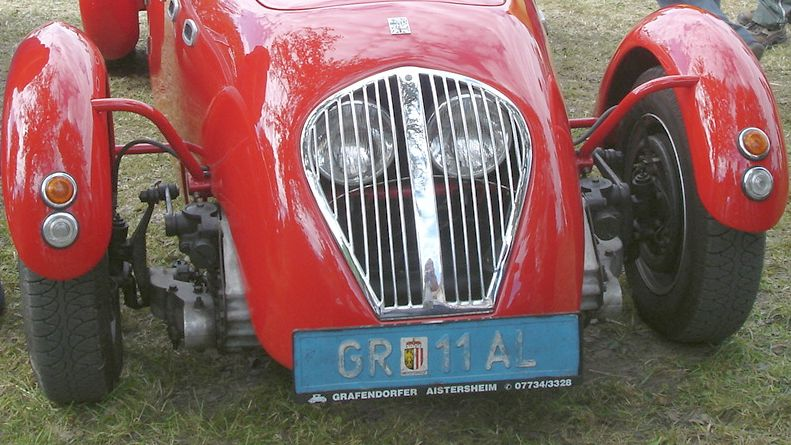
Radaufhängung des Healey Silverstone, obere Kurbellenker betätigen die Stoßdämpfer

Bei den Kurbellenkerachsen, die Healey am Healey Silverstone und Hans Trippel am Amphicar verwendeten, haben die beiden Lenker (Kurbeln) unterschiedliche Querschnitte. Die quer zur Fahrtrichtung wirkenden Kräfte und die Momente um die Längsachse werden ausschließlich über den stärkeren Lenker übertragen. Dadurch erfährt er außer der Biege- auch eine sonst nicht auftretende Torsions-Beanspruchung. Der andere Lenker kann schlank ausgeführt werden, er ist nicht an der Querführung des Rades beteiligt und überträgt nur Kräfte in Längsrichtung. Beim Healey ist der Lenker größeren Querschnitts der untere, beim Amphicar der obere.
In den genannten und abgebildeten Beispielen zeigen die Lenker nach hinten („gezogen“). Eine Vorderradaufhängung mit geschobenen Lenkern hatte unter anderem der Saab 92 (1949–1956).